# Choumnos
La famille Choumnos (grec moderne : Χοῦμνος) est une famille byzantine, attestée pour la première fois à la fin du XIe siècle, et qui semble avoir été liée depuis longtemps à la région de Thessalonique. 
Elle monta en puissance tout au long des XIIe et XIIIe siècles, fournissant à l'empire byzantin de grands dignitaires et prélats. La famille atteignit le faîte de sa puissance et de sa richesse avec le premier ministre et favori d'Andronic II, Nicéphore Choumnos, dont la fille Irène Choumnaina épousa le despote Jean Paléologue, troisième fils d'Andronic II, alliant ainsi les Choumnos à la famille impériale.

## Histoire de la famille
La plus ancienne mention d'un membre de la famille semble être celle de Théodore Choumnos, fonctionnaire du thème de Mogléna, dans une charte de la fin du XIe siècle.

La famille semble avoir été très tôt liée à la région de Thessalonique. Michel Choumnos est ainsi métropolite de cette ville au début du XIIe siècle. Par la suite, un membre de la famille est grand domestique sous les Anges.
Nicéphore Choumnos réalise une carrière brillante sous Andronic II, plaçant la famille au faîte de sa puissance, et parvient à faire entrer sa fille Irène Choumnaina dans la famille impériale.
Durant le XIVe siècle, la famille conserve son influence. Soutenues par plusieurs membres de sa famille, Irène Choumnaina participe aux querelles hésychastes tandis que ses frères Jean Choumnos et Georges Choumnos font une carrière remarquable dans l'administration. Un de ses parents (peut-être son neveu), Macaire Choumnos devient par ailleurs higoumène du Stoudios.

## Les Choumnos et le monachisme
Comme beaucoup de nobles byzantins, les Choumnos ont été particulièrement actifs dans les fondations de monastères, parmi lesquels :
- le monastère de la Théotokos Gōrgoepēkoos à Constantinople
- le monastère du Christ Philanthrope à Constantinople
- la Néa Moni de Thessalonique, dont le catholicon pourrait être l´église du Prophète Élie

## Personnalités
- Théodore Choumnos, chartulaire du thème de Mogléna (charte de la fin du XIe siècle)
- Inconnu, grand-domestique sous les Anges.
- Michel Choumnos, métropolite de Thessalonique au début du XIIe siècle (attesté en 1122)
- Théodore Choumnos, chartulaire et général à la fin du XIIe siècle
- Nicéphore Choumnos
- Jean Choumnos
- Georges Choumnos
- Irène Choumnaina (1292, morte entre 1365 et 1370), épouse du despote Jean Paléologue, fils d'Andronic II, et fondatrice du monastère du Christ Philanthrope à Constantinople.
- Macaire Choumnos ou Makarios Choumnos, fut le fondateur de la Néa Moni de Thessalonique, puis, peu avant 1374, devint higoumène du Stoudios et grand protosyncelle. Il mourut en 1382 ou 1383[4].
- Kassianos Choumnos, qui soutint sa parente Irène Choumnaina lors des querelles hésychastes.
- Stylianos Choumnos, probablement moine (mentionné en 1358)

D'autres personnalités byzantines importantes ont été liées à cette famille :
Thélepte de Philadelphie, métropolite de Philadelphie, ami de Nicéphore Choumnos et directeur de conscience de sa fille.